# Brian Winters
Brian Joseph Winters (né le 1er mars 1952 à Rockaway, New York) est un ancien joueur et entraîneur américain de basket-ball. Il intègre la Archbishop Molloy High School (en) dans le Queens, New York jusqu'en 1970. Il rejoint ensuite l'université de Caroline du Sud; il fut sélectionné au 12e rang lors de la draft 1974 par les Los Angeles Lakers. Il fut nommé dans la NBA All-Rookie Team avec les Lakers, puis fut transféré aux Milwaukee Bucks, faisant partie du transfert de Kareem Abdul-Jabbar aux Lakers. Il eut une carrière peu spectaculaire, mais productive durant neuf années incluant deux participations au NBA All-Star Game et disputant 6 playoffs. Winters réalisa des moyennes de 16.2 points et 4.1 passes décisives durant sa carrière, ses meilleures saisons se déroulant de 1975 à 1979 quand il inscrivit plus de 19 points et 5 passes décisives par match. Son maillot numéro 32 fut retiré par les Bucks. 
À la fin de sa carrière NBA, Winters devint entraîneur assistant durant deux années de Pete Carril (en) à Princeton. Par la suite, il travailla sous les ordres de Lenny Wilkens, avec les Cleveland Cavaliers durant 7 ans, puis deux ans avec les Atlanta Hawks. Il devint par la suite le premier entraîneur de l'histoire de la nouvelle franchise des Vancouver Grizzlies durant un an et demi. Plus récemment, Winters a entraîné les Denver Nuggets et les Golden State Warriors. Il fut également entraîneur en WNBA de l'équipe des Indiana Fever, les menant en playoffs deux fois de suite.
Le 26 octobre 2007, les Indiana Fever n'activèrent pas l'option pour prolonger les contrats de Winters mettant fin à une collaboration de quatre ans avec ce club. Il totalise un bilan de 78 victoires - 58 défaites en saison régulière et de cinq victoires - sept défaites en playoffs.